# Харт оф Лайонз
«Харт оф Лайонз» (англ. Heart of Lions Football Club) — ганский футбольный клуб из города Кпанду. Выступает в Чемпионате Ганы. Основан в 2002 году. Домашние матчи проводит на стадионе «Кпандо», вмещающем 5 000 зрителей. Лучшим достижением клуба в чемпионатах Ганы является второе место в сезоне 2007/08. «Харт оф Лайонз» дважды принимал участие в афрокубках, но ни разу не преодолел стартовый раунд.

## Достижения
- Вице-чемпион Ганы (1): 2007/08

## Участие в афрокубках
- Лига чемпионов КАФ: 1 раз

2009 — Предварительный раунд
- Кубок Конфедерации КАФ: 1 раз

2005 — Снялся в первом раунде